# 홍병기
홍병기(洪秉箕, 1869년 11월 5일 ~ 1949년 1월 26일)는 대한민국의 독립운동가이다. 천도교에서 받은 도호는 인암(仁菴)이다.

## 생애
경기도 여주군 금사면 이포리 출신으로 홍익룡과 한익화 사이에서 2대 독자로 태어났다. 1887년 19세의 나이로 무과에 급제하여 1890년까지 3년간 세자익위사에서 조선군 하급 무관(武官)으로 활동하였다.
1892년 동학에 입교하여, 1894년 손병희 휘하에서 동학농민운동에 참여했다. 이후 박인호와 함께 일본에 건너가 그곳에 망명해 있던 손병희로부터 진보회를 창설하여 머리를 자르게 하라는 지시를 직접 받고 갑진개화운동에도 참가했다. 1919년 손병희가 주도한 3·1 운동에 민족대표 33인 중 천도교 측 대표로 참가했으며, 체포되어 징역 2년형을 선고받고 서대문감옥에서 복역했다.
손병희 사망 이후 천도교에는 최린의 신파와 이에 대항하는 구파 외에 소장파를 중심으로 반일 항쟁을 기도하는 파벌이 생겨나 1922년 경성부에서 고려혁명위원회가 결성되었는데 홍병기는 이 위원회의 위원장을 맡고 있다가 중화민국 만저우 지방으로 망명했다. 이곳에서 천도교 연합회라는 공동체를 설립하여 절대적 평등과 개인의 수양을 지향하며 공동 경작 생활을 하기도 했다. 1924년 4월 5일 천도교 최고비상혁명위원회를 재조직하기도 했다.
1926년 지린에서 최동희, 김봉국 등 천도교 혁신파가 정의부와 연합하여 양기탁을 위원장으로 한 고려혁명당을 창당할 때 고문으로 참가했다가 검거되어 또다시 징역 2년형을 받아 복역했다.
해방 이후 홍병기는 삼일동지회 고문으로 활동하였다. 백범 김구 등 임정요인들이 충칭에서 환국하자 그는 삼일동지회의 일원으로 독립총성 선서식을 거행하였으며, 임정 계열 인사들이 참여한 한국독립당을 지지하였다.

### 말년
1945년 8·15 광복 이후 감개무량한 심기로 조용히 칩거하다가 1949년 1월 26일 서울에서 트럭에 치여 죽었다.

## 사후
- 대한민국 정부는 그의 공헌을 기려 1962년 건국훈장 대통령장을 추서하였다.

## 같이 보기
- 독립유공자로 대통령장을 수여받은 사람

## 참고 자료
- 이 문서에는 다음커뮤니케이션(현 카카오)에서 GFDL 또는 CC-SA 라이선스로 배포한 글로벌 세계대백과사전의 내용을 기초로 작성된 글이 포함되어 있습니다.